# Ascalobyas microcerus
Ascalobyas microcerus is een insect uit de familie van de vlinderhaften (Ascalaphidae), die tot de orde netvleugeligen (Neuroptera) behoort. 
Ascalobyas microcerus is voor het eerst wetenschappelijk beschreven door Rambur in 1842.